# Psicofísica
A psicofísica é a área da ciência que estuda as relações entre as sensações subjetivas e os estímulos físicos e estabelece relações quantitativas entre eles. Dentre os mais famosos estudiosos dessa área estão os psicólogos Wilhelm Wundt e Gustav Theodor Fechner e o fisiólogo Ernst Heinrich Weber que estabeleceram diversas leis que levam seus nomes.
A psicofísica é uma subárea da psicologia experimental que estuda quantitativamente as relações entre os estímulos físicos do ambiente e as sensações ou percepções subjetivas que eles provocam nos organismos. Essa disciplina busca estabelecer leis matemáticas que descrevam como variações em propriedades físicas — como intensidade luminosa, sonora, peso ou temperatura — se correlacionam com a experiência sensorial consciente. Em outras palavras, a psicofísica investiga os mecanismos pelos quais o mundo objetivo é traduzido em fenômenos subjetivos mensuráveis, servindo como ponte entre a física e a psicologia.
Historicamente, a psicofísica é considerada fundamental para a consolidação da psicologia como ciência empírica, por ter sido a primeira abordagem a propor métodos experimentais rigorosos para o estudo da mente. Seu desenvolvimento está intimamente ligado aos trabalhos pioneiros de Ernst Heinrich Weber e, sobretudo, de Gustav Theodor Fechner, que em 1860 publicou Elemente der Psychophysik (Elementos de Psicofísica), obra seminal que estabeleceu os fundamentos teóricos e metodológicos da disciplina. Fechner não apenas formalizou conceitos como o limiar absoluto (mínima intensidade detectável) e o limiar diferencial (menor diferença perceptível entre estímulos), mas também propôs a Lei de Weber-Fechner, que descreve uma relação logarítmica entre a magnitude do estímulo físico e a intensidade da sensação percebida.
A psicofísica clássica foi responsável por desenvolver técnicas experimentais precisas que permanecem relevantes em áreas como neurociência, ciências cognitivas e psicofisiologia. Seus métodos — como o método dos limites, o método dos estímulos constantes e o método de ajuste — permitiram a quantificação objetiva de processos subjetivos, como a detecção de estímulos e a discriminação sensorial. Ao longo do século XX, a disciplina expandiu seu escopo, incorporando avanços tecnológicos e aplicando-se a campos como ergonomia, audiologia, visão computacional, design de produtos e realidade virtual. Além disso, suas premissas influenciaram o surgimento da psicometria e de modelos modernos de processamento perceptual, consolidando-se como um pilar da investigação científica da percepção humana e animal.

## Histórico cronológico
As origens da psicofísica remontam ao século XIX, quando a psicologia começou a se emancipar da filosofia e da fisiologia para se consolidar como ciência empírica. Até então, o estudo da mente era predominantemente especulativo, sem métodos sistemáticos para correlacionar fenômenos físicos e experiências subjetivas.

### Contribuições Pioneiras: Weber e a Base Quantitativa
Na década de 1830, o fisiologista alemão Ernst Heinrich Weber realizou experimentos pioneiros sobre sensibilidade tátil e percepção de peso, demonstrando que a capacidade de discriminar entre estímulos dependia de proporções constantes — não de diferenças absolutas. Seus estudos levaram à descoberta do limiar diferencial (a menor diferença perceptível entre dois estímulos) e à Lei de Weber (ΔI/I = k), que estabeleceu pela primeira vez uma relação matemática entre estímulo e percepção.

#### Fechner e a Fundação da Psicofísica (1860)
Inspirado por Weber, Gustav Theodor Fechner — físico, filósofo e pioneiro da psicologia experimental — formalizou a disciplina ao publicar Elemente der Psychophysik (1860). Nesta obra seminal, Fechner:
- Cunhou o termo "psicofísica" para designar o estudo das relações entre corpo (físico) e mente (psíquico);
- Expandiu a Lei de Weber para formular a Lei de Weber-Fechner (S = k log I), propondo que a intensidade da sensação cresce de forma logarítmica com a intensidade do estímulo;
- Desenvolveu métodos experimentais rigorosos, como:
  - Método dos limites: determinação de limiares pela apresentação ascendente/descendente de estímulos;
  - Método dos estímulos constantes: apresentação aleatória de estímulos para calcular limiares estatísticos;
  - Método de ajuste: o próprio participante regula o estímulo até atingir a percepção desejada.

Essas técnicas permitiram quantificar a subjetividade e estabelecer a psicologia como ciência mensurável, influenciando diretamente Wilhelm Wundt (criador do primeiro laboratório de psicologia experimental em 1875).

##### Legado e Expansão
Ao longo do século XX, a psicofísica:
- Foi criticalizada e complementada por S. S. Stevens (1957), que propôs a Lei de Potência (S = aI^n) para descrever melhor certas sensações (ex.: dor, brilho);
- Incorporou avanços como a Teoria de Detecção de Sinais (TDS), que separou sensibilidade perceptual de viés cognitivo;
- Expandiu-se para áreas aplicadas, como ergonomia, psicometria, neurociência cognitiva (ex.: modelos de codificação neural) e design de interfaces (ex.: UX research).

## Métodos psicofísicos
A psicofísica, desde sua fundação por Gustav Fechner no século XIX, desenvolveu um conjunto robusto de métodos experimentais que permitem investigar de forma sistemática a relação entre os estímulos físicos e as sensações percebidas. Esses métodos, concebidos inicialmente para estudar os limiares sensoriais, representam um marco na história da psicologia experimental por introduzirem rigor empírico ao estudo da subjetividade humana. Os três métodos clássicos - o método dos limites, o método dos estímulos constantes e o método de ajuste - continuam sendo amplamente utilizados, tanto em pesquisas básicas quanto em aplicações práticas, demonstrando a perenidade da contribuição fechneriana.
O método dos limites, também conhecido como método dos limites ascendentes e descendentes, caracteriza-se pela apresentação sequencial de estímulos em ordem crescente ou decrescente de intensidade. Nesse paradigma experimental, o pesquisador busca identificar o ponto exato em que o participante passa a perceber o estímulo (no caso de séries ascendentes) ou deixa de percebê-lo (em séries descendentes). Essa abordagem, aparentemente simples, revela-se particularmente eficaz para a determinação dos limiares absolutos de percepção, como, por exemplo, a intensidade mínima de luz que pode ser detectada pelo sistema visual humano. Contudo, é importante ressaltar que esse método está sujeito a certos vieses cognitivos, especialmente o viés de expectativa, onde o participante pode antecipar suas respostas com base na percepção de um padrão na sequência de apresentação dos estímulos.
Em contraste com o método dos limites, o método dos estímulos constantes - por vezes denominado método da constante - adota uma abordagem probabilística. Neste caso, os estímulos são apresentados em ordem aleatória, abrangendo uma gama de intensidades que inclui valores abaixo e acima do limiar estimado. O participante deve, para cada apresentação, indicar se percebeu ou não o estímulo. A análise dos dados, geralmente representada por uma curva psicométrica, permite determinar com precisão estatística não apenas o limiar absoluto, mas também a inclinação da função psicofísica, que reflete a sensibilidade do sistema perceptivo em estudo. Embora demande um número maior de tentativas em comparação com outros métodos, essa abordagem minimiza significativamente os efeitos de vieses de expectativa e habituação, tornando-se particularmente valiosa em pesquisas que exigem alto grau de precisão.
O método de ajuste, por sua vez, confere ao participante um papel ativo no processo experimental. Neste paradigma, o indivíduo tem controle direto sobre a intensidade do estímulo, ajustando-o até atingir um critério específico estabelecido pelo pesquisador, como, por exemplo, igualar a intensidade de dois estímulos ou encontrar o limiar de detecção. Essa abordagem, que guarda certa semelhança com procedimentos clínicos como o exame de acuidade visual, apresenta a vantagem de ser mais intuitiva e natural para os participantes, aproximando-se de situações cotidianas de julgamento perceptivo. No entanto, requer cuidados especiais no controle de variáveis, pois está mais sujeita a influências subjetivas e preferenciais por parte dos respondentes.
A evolução desses métodos clássicos ao longo do século XX e XXI tem sido marcada por significativos avanços metodológicos e tecnológicos. A introdução da Teoria de Detecção de Sinais (TDS) na década de 1950, por exemplo, permitiu distinguir com maior clareza os componentes sensoriais dos fatores decisórios nos julgamentos perceptivos. Paralelamente, o desenvolvimento de softwares especializados e interfaces computadorizadas trouxe maior precisão e eficiência à apresentação de estímulos e coleta de dados. Esses progressos têm ampliado consideravelmente o escopo de aplicação dos métodos psicofísicos, que hoje transcendem os laboratórios de pesquisa para se fazerem presentes em contextos tão diversos quanto o desenvolvimento de produtos, a avaliação de ambientes virtuais e o diagnóstico clínico de distúrbios sensoriais.
A relevância contemporânea desses métodos reside não apenas em sua aplicabilidade prática, mas também em sua capacidade de fundamentar teorias mais abrangentes sobre o funcionamento dos sistemas perceptivos. Estudos que empregam técnicas de neuroimagem funcional, por exemplo, frequentemente se valem de paradigmas psicofísicos para investigar as bases neurais da percepção. Da mesma forma, pesquisas na área de psicologia cognitiva têm utilizado adaptações desses métodos para estudar processos mais complexos, como a atenção seletiva e a memória perceptual. Essa versatilidade atesta a solidez do legado metodológico da psicofísica e seu papel contínuo no avanço do conhecimento sobre a mente humana.

## Leis Clássicas da psicofísica

#### Lei de Weber
Apesar de o termo Psicofísica ainda não existir, os primeiros experimentos considerados psicofísicos foram executados por Ernst Heinrich Weber (1795-1878). Após uma série de experimentos relacionados à percepção tátil, realizados entre 1829 e 1834, ele notou que as mudanças que percebemos na estimulação física são relativas, não absolutas. Por exemplo: se uma pessoa tem um namorado e as orelhas dele aumentarem 3 cm durante a noite, provavelmente essa pessoa nem vai notar a diferença, agora se o nariz dele aumentar o mesmo tamanho (3 cm), possivelmente ela perceberá. Apesar de o aumento absoluto ser o mesmo em ambos os casos, a mudança é mais perceptível em um do que em outro. Com base nos resultados de suas pesquisas, Weber desenvolveu o conceito de Diferença Minimamente Perceptível (DMP) ou Limiar Diferencial, que é o quanto algo precisa aumentar na estimulação física para que esse aumento seja percebido por um ser humano. A fórmula pode ser representada da seguinte forma: dmp/EP= k, em que dmp é o Limiar Diferencial, k é a constante de proporcionalidade, que ficou conhecida como a constante de Weber, e EP é o estímulo padrão.
Por exemplo, é possível perceber uma diferença entre 30 g e 33 g, mas entre 60g e 63g não, isso porque seria necessário que o segundo valor fosse pelo menos 66g. Se o EP for 90g, significa que a dmp será 9.  
Com a aplicação da Lei de Weber é possível, então, prevermos quando um aumento ou uma diminuição no estímulo será perceptível. Essa constante é importante porque serve como uma estimativa da nossa capacidade de perceber diferenças, ou seja, da sensibilidade. Ela varia entre os diferentes órgãos dos sentidos, mas permanece a mesma para uma mesma modalidade sensorial. Quanto menor for a constante de Weber, maior será a nossa sensibilidade ao perceber certos estímulos. Porém, com o passar do tempo, foi possível perceber que essa constante não era tão constante assim, ou seja, não podemos afirmar que haja apenas uma constante para cada modalidade sensorial, visto que ela pode variar quando o estímulo é muito forte ou muito fraco. Sendo assim, podemos concluir que a Lei de Weber funciona melhor para valores de estímulos médios. Apesar disso, a lei de Weber foi essencial para a psicofísica, pois representou uma das primeiras tentativas bem-sucedidas de quantificar matematicamente a percepção humana, além de ser o passo inicial para o raciocínio de Fechner.

#### Lei de Fechner
Mesmo tendo conhecimento da pesquisa de Weber, Gustav Fechner só foi se interessar em 22 de outubro de 1850, ao perceber sua importância. Sua percepção sobre a pesquisa mudou pela ideia de ser possível medir as sensações com exatidão, a partir do pressuposto de que as DMPs eram relativamente iguais em dimensão. Sendo assim, os pesos de 30g e 33g e os de 60g e 66g são vistos como apenas minimamente diferentes. Mas, segundo Fechner, a diferença entre 30g  e 33g é psicologicamente relativamente igual à diferença entre 60g e 66g.
À partir desse pressuposto da igualdade relativa, conduziu Fechner a aprimorar a fórmula da Lei de Weber, reescrevendo-a da seguinte forma: S = k log R , na qual S é a sensação, k é a constante e R é a medição física do estímulo. Partindo da ideia de que era possível a DMP ser a unidade de medição psicológica, Fechner desenvolveu uma escala que começava à partir do ponto em que a sensação era percebida inicialmente, o que ele concebeu como limiar absoluto. Conforme a intensidade do estímulo aumenta e ultrapassa esse limiar, finalmente percebemos a mudança sutil. As DMPs acima do limiar absoluto são chamadas de limiares da diferença.
O pressuposto da igualdade das DMPs de Fechner foi contestado quase que instantaneamente e sua fórmula provou-se verdadeira apenas em determinados contextos. Mas apesar disso, seu verdadeiro legado estava contido em sua obra Elements of Psychophysics, lançado em 1860, geralmente considerado o primeiro livro sobre psicologia experimental, onde ele sistematiza os métodos utilizados para determinar os limiares, que são usados até hoje em laboratórios e exames de audição e visão. Podemos considerar sua utilização em um exame de audição com o objetivo de determinar os limiares absolutos.
No método dos limites, o ouvinte recebe um estímulo alto e aos poucos ele vai diminuindo até que o indivíduo não consiga mais ouvi-lo, a chamada tentativa descendente, que se segue da tentativa ascendente, na qual um estímulo é apresentado em baixa intensidade e aos poucos a intensidade aumenta, até que o ouvinte o ouça pela primeira vez. As tentativas descendentes e ascendentes são alternadas em alguns momentos, para que se possa fazer a medição precisa do limiar como médias de todas elas. No método dos estímulos constantes, sons de intensidade variadas são apresentados aos indivíduos em ordens aleatórias e esse precisa dizer quando um som é ouvido e quando não. Esse método resolve um problema do anterior, que era o fato do participante se antecipar ao ponto em que o limiar estava. No método do ajuste, o próprio indivíduo ajusta a intensidade do estímulo até atingir o limiar. Apesar de se buscar limiares absolutos, os três métodos podem ser usados em experimentos com limiares de diferença.
Seu trabalho foi importante, pois foi a primeira conexão concreta entre mente e corpo usando a matemática. Ela mostrou que é possível medir a percepção de forma científica, o que deu origem à psicofísica. Isso abriu portas para o avanço da psicologia experimental. Além disso, teve impacto em áreas como psicologia sensorial, ergonomia e neurociência, ajudando a entender como percebemos mudanças em sons, luzes e outros estímulos. Por consequência de seu trabalho, ficou conhecido como o pai da psicofísica.
A psicofísica tem diferentes ramos, entre eles a psicoacústica.